# Монастир тринітаріїв (Луцьк)
Монастир тринітаріїв — пам'ятка архітектури національного значення, розташована на вулиці Сенаторки Левчанівської, 4.

## Передісторія. Церква Святого Михайла
Серед архіпелагу церков, монастирів та костелів, які знаходилися на Помостичах — північній частині Луцька — була православна церква Святого Михайла. Імовірно, вона була збудована ще в XV ст. У 1583 році внаслідок якогось конфлікту храм був зачинений на певний час і не функціонував. Відомо, що в 1591 році служби тут відправляв пресвітер Григорій.
Невдовзі після Берестейської унії Михайлівський храм перейшов до греко-католиків. Це викликало обурення у ремісників Луцька та міської адміністрації. Вони на чолі з бурмістром Матвієм Демковичем у відповідь на перехід забрали з храму церковне майно: два євангелія, апостол, дві тріоді, ірмологій, два октоїхи, устав, два псалтирі, один з яких був рукописним, ікони, ризи, єпатрихлі, поручі, чашу срібну, звіздицю, дискос, лжицю, хрест. Невідомо чим це закінчилося, але храм продовжував перебувати у складі греко-католицької церкви. У 1605 році в луцькому гродському суді розглядався позов Бартоломея Опралка проти семи греко-католицьких священників Луцька, в числі яких був отець Кузьма із церкви Святого Михайла. Згадані отці відмовилися платити 10 злотих з кожної особи греко-католицького священника, що було встановлено на Краківському сеймі 1603 року.

Емблема ордену

16 жовтня 1635 року член Луцького братства волинський шляхтич та єпископ Атанасій Пузина у супроводі озброєного гурту людей прибув до Михайлівської церкви з вимогою передати її під свою владу. Проте священники відмовилися. На церкву були повішені замки, які через 11 днів були зламані прихильниками Пузини, після чого церква Св. Михайла остаточно перейшла до православного єпископства.
У 1702 році Данило Братковський заповів на підтримку храму 10 злотих, проте він на цей час уже занепадав, що було зв'язано із суттєвими втратами позицій православної пастви, яка до того ж, значно зменшилася кількісно. Зрештою, Михайлівська церква знову перейшла до греко-католиків, які проте не мали змоги утримувати храм. Однак в цей період у вересні 1717 року в Луцьку був утверджений орден тринітаріїв, тому було вирішено передати їм цей храм з умовою, що вони відремонтують його та збережуть посвяту Архангелу Михайлу. У 1718 році луцький греко-католицький владика підтвердив передачу церкви ордену тринітаріїв.

## Історія костелу й монастиря

### У Речі Посполитій

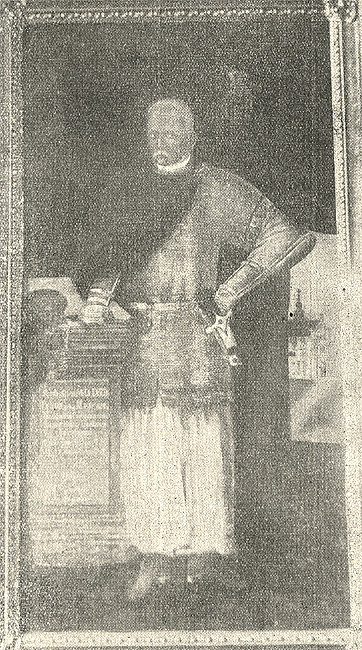
Павло Майковський

Отже, тринітарії відреставрували церкву Михайла і стали використовувати її для своїх потреб. Настоятелем конвенту в той час став Петро Любенецький. Саме він отримав фундацію у розмірі 60 тисяч злотих на побудову монастиря та костелу від брацлавського скарбника Павла Майковського. Ченці ордену купили поряд із церквою землю, де почали будувати новий бароковий комплекс. Існує легенда, пов'язана з цією фундацією, яка спочатку нібито призначалася для бернардинського конвенту Луцька:
| | \| Як то постукався пізно ввечері в двері бернардинського кляштору бідно вдягнутий чоловік, попросив їжі та притулку, додавши, що дуже щедро віддячить. Та настоятель Сокирський відповів, що всі вже пообідали, і наказав дати подорожньому хліб та кухоль пива. Незнайомцю такий прийом не сподобався, і він пішов до тринітарів, де його три дні приймали та годували. Віддячив незнайомець дуже щиро — віддав свої скарби тринітарам. Так був побудований тринітарський кляштор. А незнайомцем був Павло Майковський з Брацлаву, який вирішив використати свої багатства на славу Богу. \| |
| Як то постукався пізно ввечері в двері бернардинського кляштору бідно вдягнутий чоловік, попросив їжі та притулку, додавши, що дуже щедро віддячить. Та настоятель Сокирський відповів, що всі вже пообідали, і наказав дати подорожньому хліб та кухоль пива. Незнайомцю такий прийом не сподобався, і він пішов до тринітарів, де його три дні приймали та годували. Віддячив незнайомець дуже щиро — віддав свої скарби тринітарам. Так був побудований тринітарський кляштор. А незнайомцем був Павло Майковський з Брацлаву, який вирішив використати свої багатства на славу Богу. | |

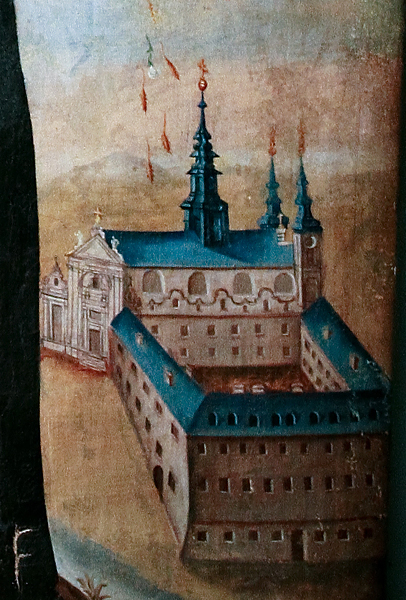
Архітектурний комплекс конвенту

11 листопада 1729 року було освячено тринітарський костел Архангела Михайла та Апостола Павла. Стару Михайлівську церкву було розібрано. Костел був збудований у стилі бароко. Розташовувався вздовж однієї з головних вулиць цього району Луцька — Олицької. Костел був тринефним. Мав дві вежі над захристями зі шпилями та центральний великий шпиль. Дві вежі належали до головного фасаду із бароковим аттиком. Центральна частина фасаду завершувалася трикутним фронтоном зі скульптурами на похилих карнизах. Фасад обрамлювався пілястрами, які підтримували балку-карниз із фронтоном. Портал із рельєфним сандриком так само обрамлювався пілястрами. Зі східного боку до костелу примикав П-подібний монастир із внутрішнім двором. Один із торців монастиря мав складного профілю бароковий фронтон, який відповідав високому дахові усієї споруди монастиря. Територія була обгороджена муром із двоярусною брамою.
Вигляд новозбудованого костелу можна побачити на іконі Святого Ігнатія, яка була написана всередині XVIII століття. На ній подано тринітарський костел поряд із фрагментом забудови замків тогочасного Луцька. Припускається, що ця ікона могла писатися саме для монастиря луцьких тринітаріїв.
Інтер'єр костелу та монастиря був покритий фресками, які відображали діяльність ордену в усій Речі Посполитій. Автором робіт був художник член ордену Йозеф Прехтль. Так, у монастирі був цикл із 30 образів, які розповідали про життя Святого Фелікса де Валуа і Жана де Мати, засновників ордену.
При тринітарському монастирі діяв колегіум із філософськими та теологічними студіями, викладанням граматики та інших наук. Також містилася бібліотека Bibliotheca collegii Luceoriensis ordinis Trinitatis, де зокрема зберігалися історичні документи, які висвітлювали політичні події та історію інших католицьких орденів.

### У Російській імперії

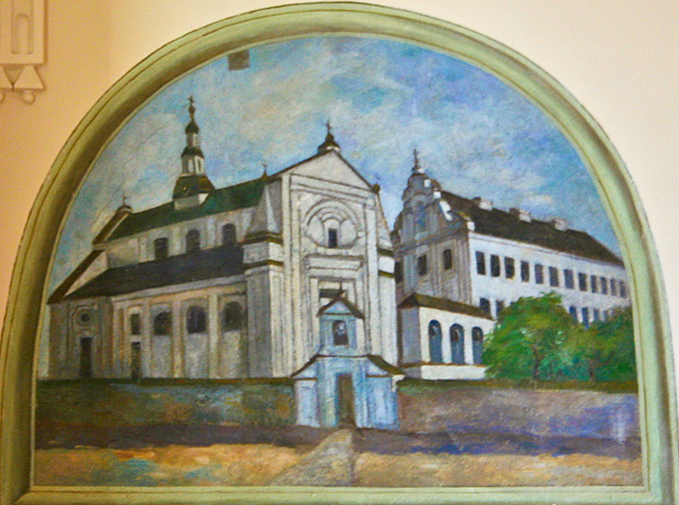
Архітектурний комплекс конвенту після перебудови

Достеменно невідомо коли і з якої причини, але точно до середини XIX століття костел був перебудований у стилі класицизму. Зображення комплексу міститься на стіні ризниці луцької латинської кафедри. Високих шпилів уже нема. Напроти фасаду збудували чотирипілонну дзвіницю. А вхідна брама увінчана невеликою баштою зі скульптурою святого.
Тринітраські ченці відігравали роль у розвиткові шкільництва на Волині. Так, троє тринітар мали бути надіслані до Віленського університету для вчительської підготовки. Крім того, орден передав значну суму на розвиток освіти. Також матеріально підтримував школи в Луцьку. Під час Франко-російської війни 1812 року монастир тимчасово використовувався як військовий шпиталь. Загалом становище ордену після входження Волині до складу Російської імперії тільки погіршувалося. Російська адміністрація намагалася боротися проти католицизму, політичних і громадянських прав католиків.

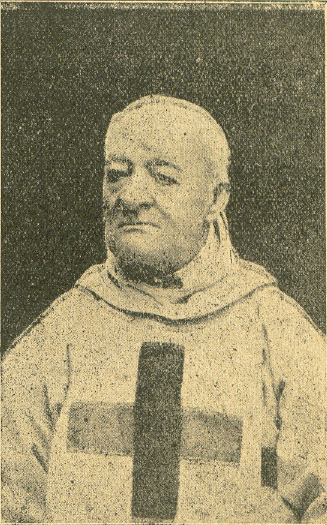
Мєчислав Штейнер. Останній луцький тринітар

У 1845 році і луцький тринітарський конвент зазнав утисків. У нього було забрано маєтки на Яровиці, Вишкові, Ківерцях, Сокиричах та інші. А в 1849 році костел був скасований узагалі. Останнім тринітаром луцьким був Мєчислав Штейнер. У 1863 році тут зробили тюрму для політичних в'язнів, куди зокрема саджали учасників польського повстання. У 1869 році влада постановила розібрати костел на будівельний матеріал, який пішов на будівництво військового шпиталю у селі Красному, що згодом стало західною околицею міста.
У приміщенні монастиря розмістили окружний суд. У дворі суду в 1895 році збудували пам'ятник російському імператорові Олександрові III. А поряд із місцем, де стояв костел, відновлене Луцьке братство спорудило Іверську капличку. Пізніше під час Першої світової пам'ятника не стало, а каплицю було спалено у 1961 році. У міжвоєнному двадцятилітті, коли Волинь входила до складу Другої Речі Посполитої, в окружному суді відбувалися гучні справи над комуністами. Поряд проводилися їхні страти.

### Сучасність
Від усіх тих подій і перебудов залишилося тільки приміщення монастиря. Сьогодні воно знову використовується як військовий шпиталь.
20 вересня 2019 року у військовому шпиталі виникла пожежа. Вогонь знищив  частину будівлі.
У січні 2020 року до Міноборони спрямували спільне звернення облдержадміністрації та облради щодо можливості передачі пам'ятки архітектури національного значення — монастиря тринітаріїв — з державної у спільну власність територіальних громад сіл, селищ, міст області, що забезпечило б завершеність архітектурного ансамблю старої частини міста Луцьк. Головне квартирно-експлуатаційне управління ЗСУ інформувало облдержадміністрацію, що передача будівлі військового госпіталю до спільної власності тергромад не розглядається. 

## Архітектура

План

Монастир має два поверхи, окрім східної частини, де внаслідок падіння рельєфу наростає третій. Планування приміщення коридорне. Середня частина має кімнати, вікна яких виходять назовні, а вікна коридорів — у внутрішній двір. Бічні крила мають двостороннє планування кімнат із коридором посередині. У південному кутку будинку — внутрішня сходова клітка. Перекриття кімнат цокольного поверху хрещате, а коридорів — циліндричне. На першому поверсі — циліндричні з розпалубками і підпружними арками. Зовні монастир приваблює торцями у стилі класицизму — наслідки перебудови, яка сталася у 1869 році, коли костел розбирали.
Крім того, у приміщенні під набілом повинні зберегтися фрескові розписи Йозефа Прехтля.

## Фото

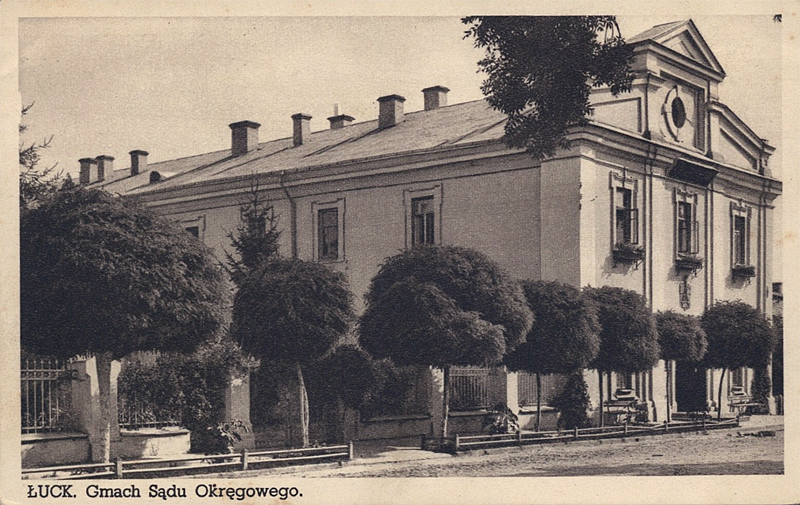
Вуличка біля суду
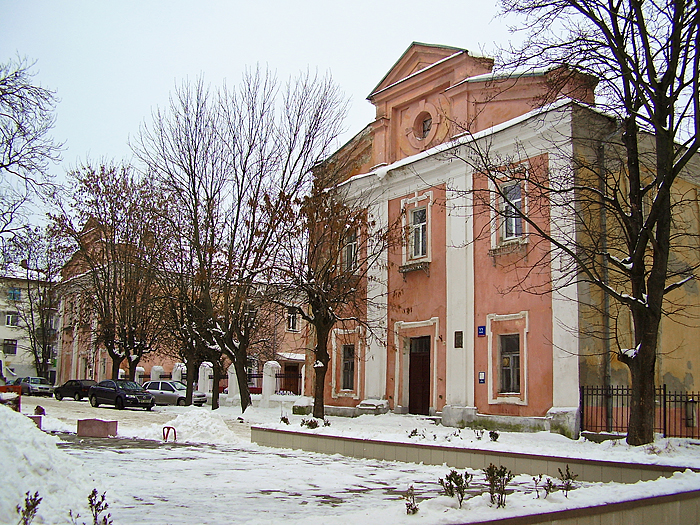
Два крила монастиря
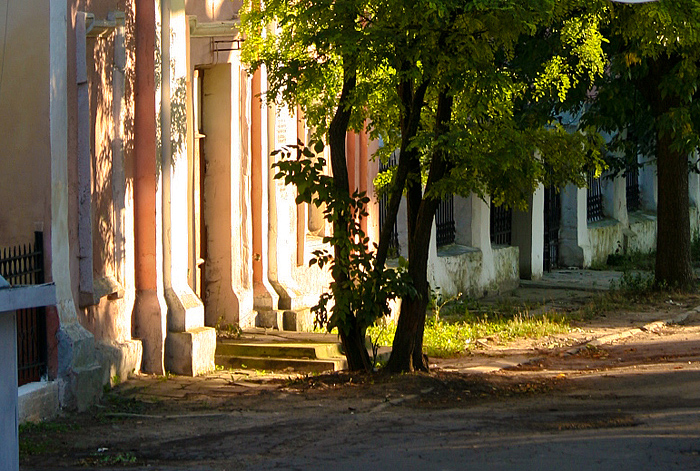
Ввечері
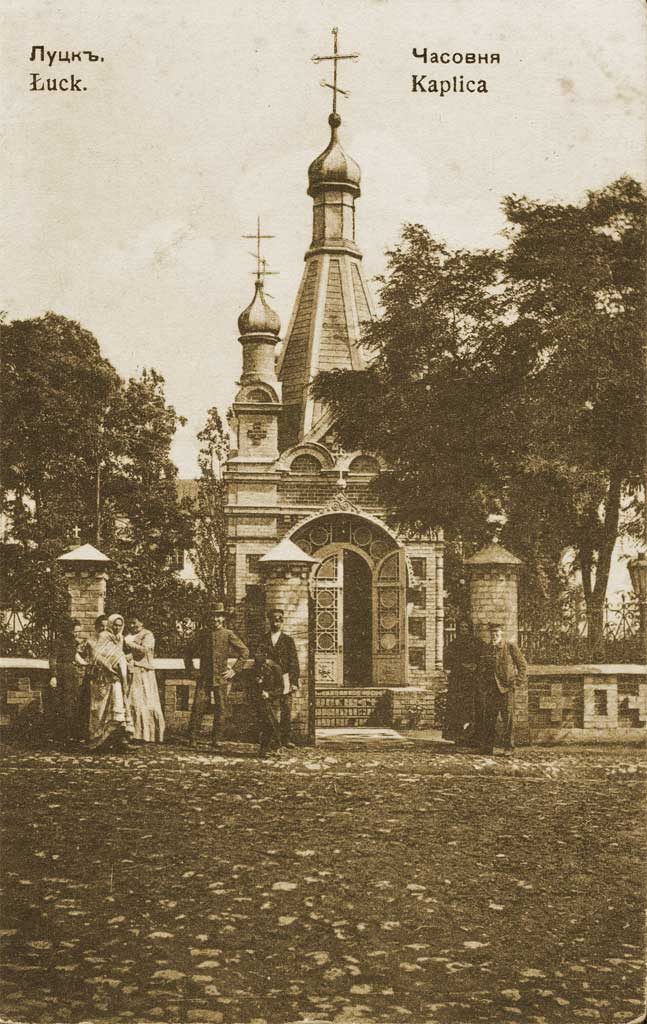
Іверська капличка
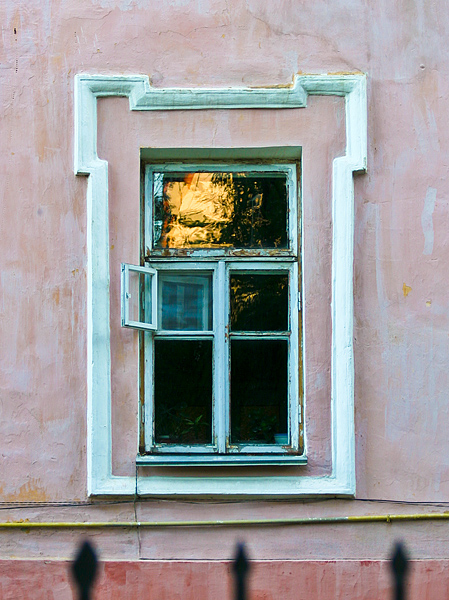
Вікно